# Гранвил (Западна Вирџинија)
Гранвил (енгл. Granville) град је у америчкој савезној држави Западна Вирџинија.

## Демографија
По попису из 2010. године број становника је 781, што је 3 (0,4%) становника више него 2000. године.
| Група             | 2000.       | 2010.       |
| Белци             | 742 (95,4%) | 736 (94,2%) |
| Афроамериканци    | 16 (2,1%)   | 15 (1,9%)   |
| Азијати           | 3 (0,4%)    | 1 (0,1%)    |
| Хиспаноамериканци | 4 (0,5%)    | 10 (1,3%)   |
| Укупно            | 778         | 781         |